# Вяйке-Маар'яський район
Вя́йке-Ма́ар'яський райо́н (ест. Väike-Maarja rajoon, рос. Вяйке-Маарьяский район) — адміністративно-територіальна одиниця Естонської РСР з 26 вересня 1950 до 28 березня 1962 року.

## Географічні дані
Площа району станом на 1955 рік — 1327,7 км2, чисельність населення на 15 січня 1959 року становила 19 461 особу.
Адміністративний центр — село Вяйке-Маар'я.

## Історія
26 вересня 1950 року в процесі скасування в Естонській РСР повітового та волосного адміністративного поділу утворений Вяйке-Маар'яський сільський район, який безпосередньо підпорядковувався республіканським органам. До складу новоутвореного району ввійшли  23 сільські ради: Аоська, Ассамалласька, Ваянґуська, Веневереська, Вяйке-Маар'яська, Емумяеська, Каділаська, Кілтсіська, Куртнаська, Кяруська, Лаеквереська, Мууґаська, Падаська, Пандівереська, Пидранґуська, Пікевереська, Поркуніська, Рагкласька, Раккеська, Сімунаська, Таммікуська, Тамсалуська, Трійґіська. Адміністративним центром визначено село Вяйке-Маар'я
Після прийняття 3 травня 1952 року рішення про поділ Естонської РСР на три області Вяйке-Маар'яський район включений до складу Талліннської області. Проте вже 28 квітня 1953 року області в Естонській РСР були скасовані і в республіці знов повернулися до республіканського підпорядкування районів.
20 березня 1954 року відбулася зміна кордонів між районами Естонської РСР, зокрема Вяйке-Маар'яський район отримав 1105,46 га земель від Раквереського району.
17 червня 1954 року розпочато в Естонській РСР укрупнення сільських рад, після чого у Вяйке-Маар'яському районі замість 23 залишилися 12 сільрад: Ассамалласька, Ваянґуська, Веневереська, Вяйке-Маар'яська, Кілтсіська, Лаеквереська, Мууґаська, Раккеська, Салласька, Сімунаська, Тамсалуська й Трійґіська.
14 серпня 1954 року поселення Тамсалу перетворено в робітниче селище, що підпорядковувалося Вяйке-Маар'яським районним органам влади.
3 вересня 1960 року у Вяйке-Маар'яському районі ліквідовані 6 сільських рад:
| Ліквідована сільрада | Сільради, до яких приєднана територія |
| -------------------- | ------------------------------------- |
| Ассамалласька        | Вяйке-Маар'яська, Тамсалуська         |
| Ваянґуська           | Кілтсіська, Тамсалуська               |
| Веневереська         | Лаеквереська                          |
| Мууґаська            | Лаеквереська                          |
| Салласька            | Сімунаська, Раккеська                 |
| Трійґіська           | Вяйке-Маар'яська                      |

28 березня 1962 року скасовано Вяйке-Маар'яський район, територія якого приєднана до Раквереського району.

## Адміністративні одиниці
| Сільрада         | 1950 | 1954 | 1954 | 1960 | 1962 |
| ---------------- | ---- | ---- | ---- | ---- | ---- |
| Аоська           |      |      |      |      |      |
|                  |      |      |      |      |      |
|                  |      |      |      |      |      |
| Ассамалласька    |      |      |      |      |      |
|                  |      |      |      |      |      |
|                  |      |      |      |      |      |
| Ваянґуська       |      |      |      |      |      |
|                  |      |      |      |      |      |
|                  |      |      |      |      |      |
| Веневереська     |      |      |      |      |      |
|                  |      |      |      |      |      |
|                  |      |      |      |      |      |
| Вяйке-Маар'яська |      |      |      |      |      |
|                  |      |      |      |      |      |
|                  |      |      |      |      |      |
| Емумяеська       |      |      |      |      |      |
|                  |      |      |      |      |      |
|                  |      |      |      |      |      |
| Каділаська       |      |      |      |      |      |
|                  |      |      |      |      |      |
|                  |      |      |      |      |      |
| Кілтсіська       |      |      |      |      |      |
|                  |      |      |      |      |      |
|                  |      |      |      |      |      |
| Куртнаська       |      |      |      |      |      |
|                  |      |      |      |      |      |
|                  |      |      |      |      |      |
| Кяруська         |      |      |      |      |      |
|                  |      |      |      |      |      |
|                  |      |      |      |      |      |
| Лаеквереська     |      |      |      |      |      |
|                  |      |      |      |      |      |
|                  |      |      |      |      |      |
| Мууґаська        |      |      |      |      |      |
|                  |      |      |      |      |      |
|                  |      |      |      |      |      |

| Сільрада      | 1950 | 1954 | 1954 | 1960 | 1962 |
| ------------- | ---- | ---- | ---- | ---- | ---- |
| Падаська      |      |      |      |      |      |
|               |      |      |      |      |      |
|               |      |      |      |      |      |
| Пандівереська |      |      |      |      |      |
|               |      |      |      |      |      |
|               |      |      |      |      |      |
| Пидранґуська  |      |      |      |      |      |
|               |      |      |      |      |      |
|               |      |      |      |      |      |
| Пікевереська  |      |      |      |      |      |
|               |      |      |      |      |      |
|               |      |      |      |      |      |
| Поркуніська   |      |      |      |      |      |
|               |      |      |      |      |      |
|               |      |      |      |      |      |
| Рагкласька    |      |      |      |      |      |
|               |      |      |      |      |      |
|               |      |      |      |      |      |
| Раккеська     |      |      |      |      |      |
|               |      |      |      |      |      |
|               |      |      |      |      |      |
| Салласька     |      |      |      |      |      |
|               |      |      |      |      |      |
|               |      |      |      |      |      |
| Сімунаська    |      |      |      |      |      |
|               |      |      |      |      |      |
|               |      |      |      |      |      |
| Таммікуська   |      |      |      |      |      |
|               |      |      |      |      |      |
|               |      |      |      |      |      |
| Тамсалуська   |      |      |      |      |      |
|               |      |      |      |      |      |
|               |      |      |      |      |      |
| Трійґіська    |      |      |      |      |      |
|               |      |      |      |      |      |
|               |      |      |      |      |      |

## Керівництво району
Перші секретари районного комітету КПЕ
- 1952—1955  Гейно Пеетерович Калласте (Heino Peetri p. Kallaste)[13]

Голови виконкому районної Ради депутатів трудящих
- 1951—1952  Гейно Пеетерович Калласте[13]

## Друкований орган
18 квітня 1951 року тричі на тиждень почала виходити газета «Коммунісмі Койт» («Зоря Комунізму»), друкований орган Вяйке-Маар'яського районного комітету комуністичної партії Естонії та Вяйке-Маар'яської районної ради депутатів трудящих. Останній номер вийшов 3 квітня 1962 року.